# Americká propaganda

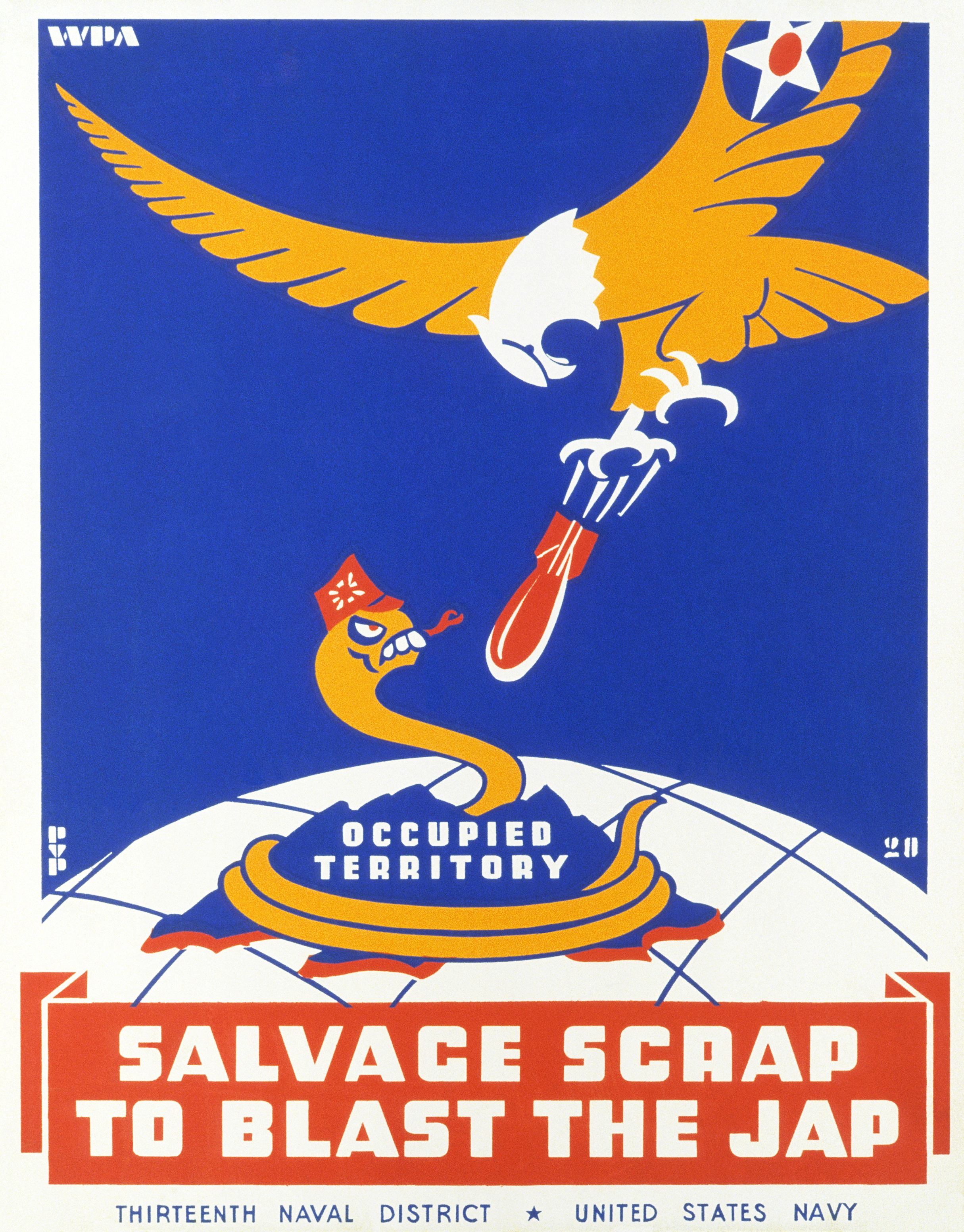
Americký propagandistický plakát z druhé světové války vyrobený v rámci Správy pokroku prací. Nápis říká: „Sbírej šrot k sestřelení Japonců“.

Americká propaganda označuje propagandistickou činnost zájmů vlády Spojených států amerických, a to buď prováděnou samotnou vládou, nebo sympatizujícími organizacemi a zájmovými skupinami. V průběhu své historie až do současnosti vláda Spojených států šířila různé formy propagandy jak pro domácí, tak i pro mezinárodní publikum. Vláda USA v průběhu své historie zavedla různé zákazy domácí propagandy, nicméně někteří komentátoři zpochybňují, do jaké míry jsou tyto zákazy respektovány.
Autoři Edward S. Herman a Noam Chomsky ve své knize z roku 1988 Manufacturing Consent (Vyrábění souhlasu) tvrdí, že americká masmédia „jsou efektivní a mocné ideologické instituce, které plní propagandistickou funkci podporující systém, a to spoléháním se na tržní síly, internalizované předpoklady a autocenzuru a bez zjevného nátlaku.“ Někteří akademici uvádí, že Američané jsou náchylnější k propagandě kvůli kultuře reklam.

## Domácí propaganda
Politický web Politico upozornil na neúčinnost zákazů domácí propagandy v USA. „Státní úředníci obcházejí platná omezení pro styk s veřejností tím, že dávají pracovníkům pro styk s veřejností tituly jako 'specialista na zdravotnickou komunikaci' nebo zadávají práci spinmeisterů soukromým komunikačním firmám. Ve snaze omezit PR v administrativě Harryho Trumana letectvo dokonce klasifikovalo některé úředníky pro styk s veřejností jako kaplany.“

### První světová válka

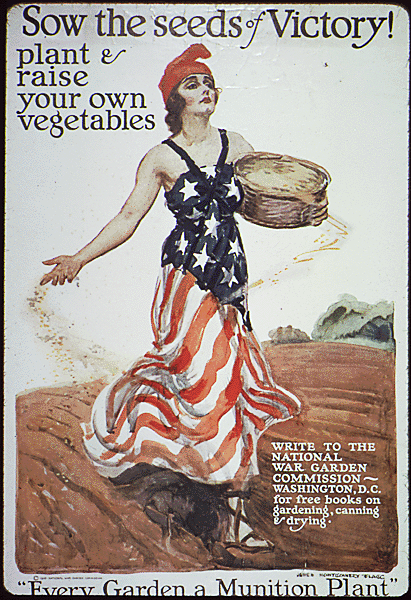
Americký propagandistický plakát z první světové války s Columbií, jak seje semena – projekt „vítězné zahrádky“

K prvnímu rozsáhlému použití propagandy americkou vládou došlo během první světové války. Vláda si najímala občany, včetně dětí, aby pomohla propagovat válečné dluhopisy a poukazy a stimulovala tak ekonomiku. Aby udržela nízké ceny válečných zásob (oceli, potravin atd.), americká vláda tiskla plakáty, které povzbuzovaly lidi ke snižování odpadu a pěstování vlastní zeleniny ve „vítězných zahradách“. Veřejná skepse, která byla vyvolána tvrdou taktikou Výboru pro veřejné informace, vedla poválečnou vládu k oficiálnímu upuštění od používání propagandy.
Film The German Side of the War z roku 1915 byl sestaven z autentických záběrů natočených kameramanem deníku Chicago Tribune Edwinem F. Weiglem. Byl to jeden z mála amerických filmů, které ukazovaly válku z německé perspektivy. Při promítání se fronty táhly po celém bloku; byla přijata s takovým nadšením, že se zájemci uchylovali k nákupu vstupenek od překupníků.

### Druhá světová válka

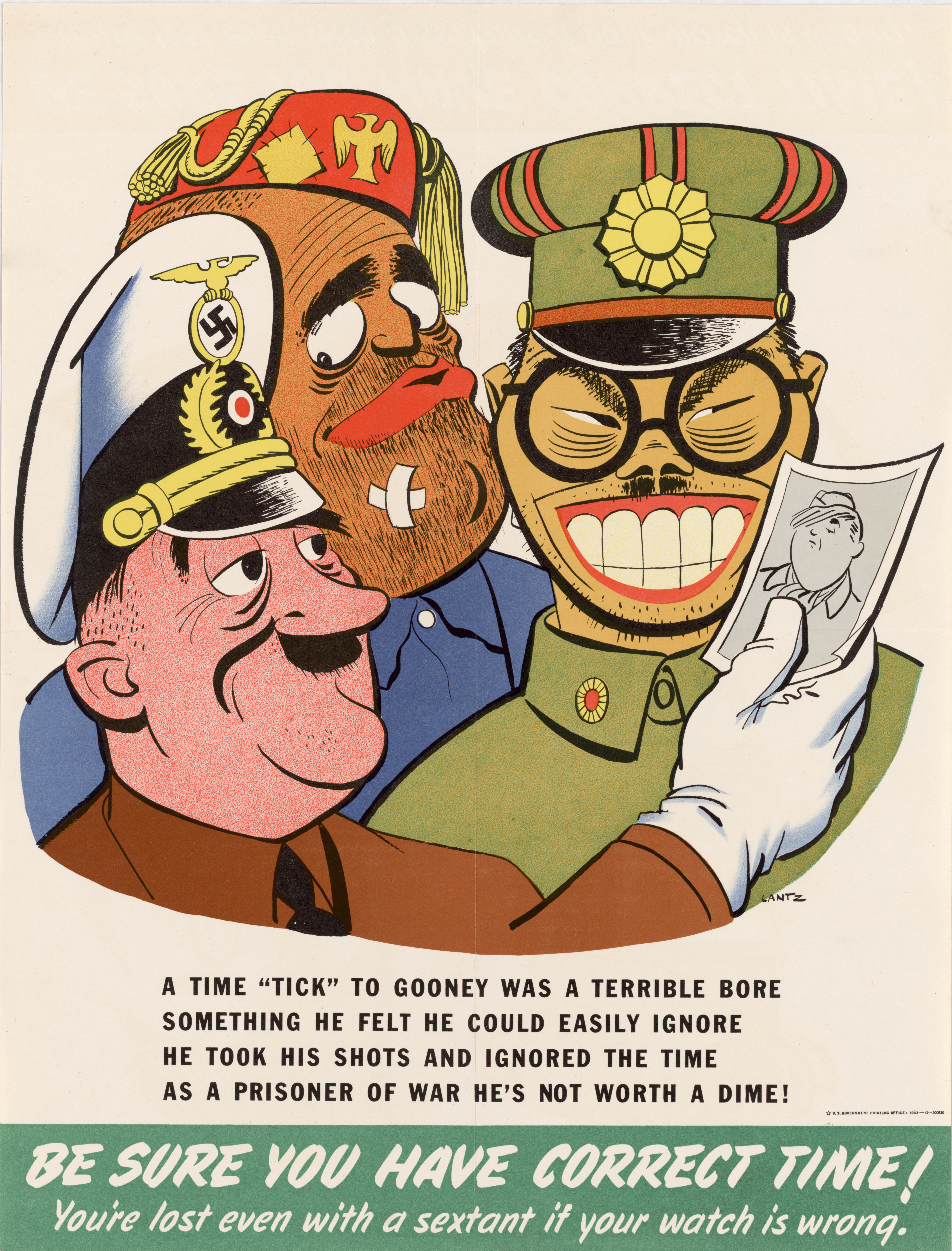
Americký propagandistický plakát z druhé světové války s karikaturami vůdců Osy Adolfa Hitlera, Benita Mussoliniho a Hidekiho Tódža

Během druhé světové války bylo oficiální politikou Spojených států neprodukovat propagandu, ale Rooseveltova vláda ji obcházela různými způsoby. Jedním z takových propagandistických nástrojů byla veřejně vlastněná, ale vládou financovaná instituce Writers' War Board (WWB). Aktivity WWB byly tak rozsáhlé, že byla označena za „největší propagandistický stroj v historii“. Jedním z příkladů je proslulá série propagandistických filmů americké vlády Why We Fight (Proč bojujeme) , které ospravedlňují zapojení USA do druhé světové války. Reakce na používání propagandy ve Spojených státech byly smíšené, protože pokusy vlády o šíření propagandy během první světové války byly americkou veřejností vnímány negativně.
V americké propagandě během druhé světové války byly využívány kulturní a rasové stereotypy například k podpoře vnímání Japonců a tamní vlády jako „nemilosrdného a zvířecího nepřítele, kterého je třeba porazit“, což vedlo k tomu, že mnoho Američanů vnímalo všechny Japonce v negativním světle, a to včetně těch, kteří žili v USA. Mnoho lidí japonského původu, z nichž většina již byli američtí občané, bylo na začátku 40. let 20. století násilně zadrženo a umístěno do internačních táborů.
V letech 1944 až 1948 propagovali významní američtí politici domácí propagandistickou kampaň, jejímž cílem bylo přesvědčit americkou veřejnost, aby souhlasila s plánem rozdělení Německa, okupací a jeho deindustrializací, například přesvědčováním, že není žádného rozdílu mezi běžnými Němci a nacisty. Kampaň vznikla ve Writers' War Board.
Dalším prostředkem byl Office of War Information (Úřad pro válečné informace Spojených států), který Roosevelt zřídil v červnu 1942 a jehož úkolem bylo pod vedením ředitele Elmera Davise šířit mezi občany „porozumění pro válečnou politiku vlády“. Zabýval se plakáty, tiskem, filmy, výstavami a produkoval často zkreslené materiály odpovídající válečným účelům USA.

### Studená válka
Propaganda během studené války vrcholila v jejích prvních dekádách, v 50. a 60. letech 20. století. Spojené státy šířily propagandu kritizující Sovětský svaz. Americká vláda šířila propagandu prostřednictvím filmů, televize, hudby, literatury a umění. Úředníci Spojených států to nenazývali propagandou a tvrdili, že „zobrazovali přesné informace o Rusku a jeho komunistickém způsobu života v 50. a 60. letech 20. století“. Co se týče školství, americká propaganda měla podobu videí, která děti sledovaly ve škole; jedno z takových edukativních videí se jmenovalo Jak poznat komunistu.
Jako jedna z hlavních aktivit, ovšem dosud ne zcela přesvědčivě prokázaných, měla být Operace Mockingbird. Mělo jít o rozsáhlý program Ústřední zpravodajské služby (CIA) Spojených států, který začal v prvních letech studené války a pokoušel se manipulovat s domácími americkými zpravodajskými médii pro propagandistické účely. Podle autorky Deborah Davisové operace Mockingbird rekrutovala přední americké novináře do propagandistické sítě a ovlivňovala operace frontových skupin. Podpora frontových skupin ze strany CIA byla odhalena, když článek v deníku Ramparts z dubna 1967 informoval, že Národní studentská asociace dostávala finanční prostředky od CIA. V roce 1975 vyšetřování odhalilo propojení agentury s novináři a občanskými skupinami.
V USA v období studené války probíhala masivní antikomunistická propaganda, která se projevovala například tzv. Mccarthismem nebo projektem FBI COINTELPRO. Viz také tzv. rudá panika nebo slogan Radši mrtvý než rudý.

### Válka proti drogám

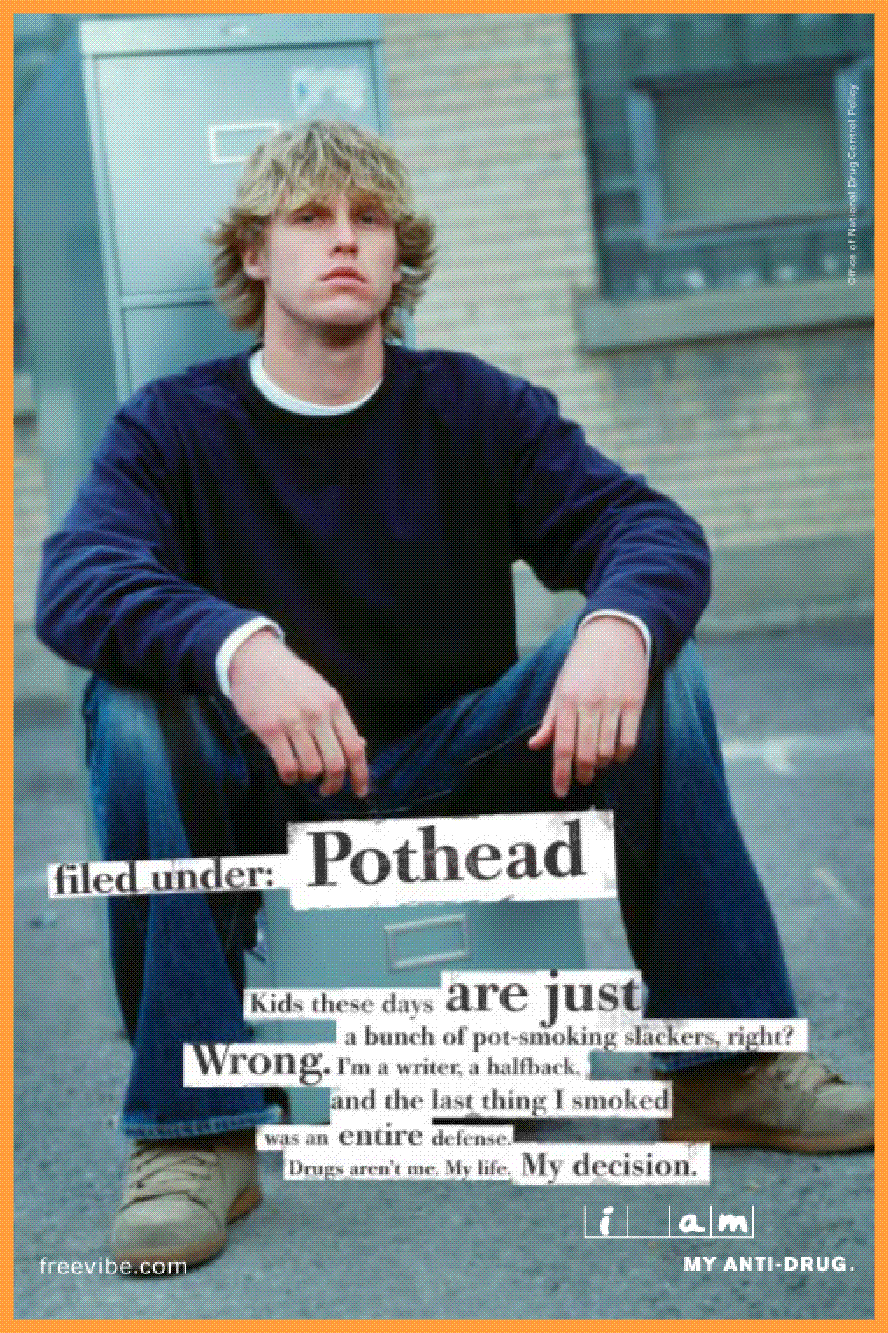
Americký plakát z roku 2000 týkající se nebezpečí domnělých důsledků užívání konopí ve Spojených státech

V půlstoletí trvající „válce proti drogám“, která začala za prezidenta Richarda Nixona v červnu 1971, když inicioval první federálně financované programy zaměřené na prevenci drog v USA, probíhalo hojné množství propagandy. V 60. letech 20. století se rozmohlo vzpurné hnutí mládeže, které popularizovalo užívání drog. Vzhledem k tomu, že mnoho občanů užívalo konopí a další drogy a mnoho vojáků se vracelo z Vietnamu se závislostí na heroinu, byla v USA užívání drog rozšířené. Jednou z taktik Nixonovy iniciativy byla celostátní mediální kampaň proti drogám zaměřená na mládež. Vláda používala plakáty a reklamy, aby děti a teenagery zastrašila, aby se vyhýbali užívání drog.
Mezi lety 1971 a 2011 utratily USA více než 2,5 bilionu dolarů za boj proti drogám. Nixon také dramaticky zvýšil přítomnost federálních agentur pro kontrolu drog a prosadil opatření, jako je povinné trestání a zatykače bez nutnosti ohlášení. Program D.A.R.E. začal v roce 1983 (za Reaganovy administrativy) a souvisel s kampaní Nancy Reaganové, která měla děti naučit „Říkejte drogám ne“. Toto sdělení proniklo populární kulturou a bylo propagováno televizními stanicemi prostřednictvím předepsaných scénářů a rodinných programů, v podstatě s cílem ovlivnit realitu televizní fikcí. Do roku 2003 program D.A.R.E. stál 230 milionů dolarů a zapojil 50 000 policistů, ale nikdy neprokázal slibné výsledky ve snižování užívání nelegálních drog.

### Válka v Iráku
Začátkem roku 2002 zahájilo americké ministerstvo obrany informační operaci, hovorově označovanou jako „program vojenských analytiků Pentagonu“. Cílem operace je „šířit narativ administrativy k Iráku tím, že vysloužilí velitelé vystupují v televizních a kabelových televizích“, kde jsou prezentováni jako nezávislí analytici. Dne 22. května 2008, poté, co byl tento program odhalen v deníku The New York Times, sněmovna schválila pozměňovací návrh, který by trvale zavedl zákaz domácí propagandy, jenž byl dosud každoročně uzákoňován v rámci zákona o vojenském schválení.
„Iniciativa sdílených hodnot“ byla PR kampaň, jejímž cílem bylo prodat muslimům po celém světě obraz „nové“ Ameriky tím, že by ukázala, že američtí muslimové žijí v Americe po 11. září šťastně a svobodně, bez pronásledování a obtěžování. Kampaň, financovaná Ministerstvem zahraničí Spojených států, vytvořila PR skupinu známou jako Rada amerických muslimů pro porozumění (CAMU). Kampaň byla rozdělena do fází; první z nich sestávala z pěti minidokumentů pro televizi, rozhlas a tisk s poselstvími o sdílených hodnotách pro klíčové muslimské země.

### Smithův-Mundtův zákon
V roce 2013 byl novelizován Smithův-Mundtův zákon, hovorově známý jako „zákon proti propagandě“. Novela zrušila zákaz šíření „informací a materiálů o Spojených státech určených primárně pro zahraniční publikum“.
Někteří zastánci zrušení zákona proti propagandě uváděli, že k tomu došlo ve jménu „transparentnosti“, což je přístup, který deník The Atlantic označil za „pozoruhodně kreativní překroucení“. Novinář Michael Hastings naznačil, že novela by otevřela dveře šíření propagandy Pentagonu mezi domácí publikum, přičemž úředník Pentagonu Hastingsovi řekl, že „vysocí úředníci pro veřejné záležitosti“ na ministerstvu obrany se snaží „zbavit“ omezujícího zákona, protože omezuje metody používané k zajišťování podpory nepopulárních politik, jako jsou války v Iráku a Afghánistánu.

### Dezinformační kampaň ChinaAngVirus
Podle zprávy agentury Reuters vedly Spojené státy v letech 2020 až 2021 dezinformační kampaň na Filipínách, která se později rozšířila do Střední Asie a na Blízký východ. Snažila se zdiskreditovat Čínu, zejména její vakcínu Sinovac. Na kampaň dohlíželo Velitelství speciálních operací v Pacifiku a také Ústřední velitelství Spojených států. Vojenský personál na MacDillově letecké základně na Floridě provozoval falešné účty na sociálních sítích, z nichž některé byly podle agentury Reuters starší než pět let. Během pandemie covidu-19 šířili hashtagy #ChinaIsTheVirus a příspěvky, které tvrdily, že vakcína Sinovac obsahuje želatinu z vepřového masa, a proto je haram neboli zakázaná z hlediska islámského práva. Američtí diplomaté, kteří o kampani věděli, byli proti této myšlence, ale armáda je přehlasovala a požádala technologické společnosti, aby obsah neodstraňovaly poté, co jej objevily Facebook a Twitter. Retrospektivní přezkum ministerstva obrany následně odhalil další sociální a politické sdělení, která byla „mnoho mil daleko“ od přijatelného vojenského cíle. Hlavním dodavatelem projektu pro americkou armádu byla společnost General Dynamics IT, která za svou roli obdržela 493 milionů dolarů. Kampaň měla údajně za cíl čelit „čínské COVID diplomacii“. Mluvčí Pentagonu agentuře Reuters řekl, že Čína zahájila „dezinformační kampaň, jejímž cílem je falešně obvinit Spojené státy z šíření covidu-19“.

## Zahraniční propaganda

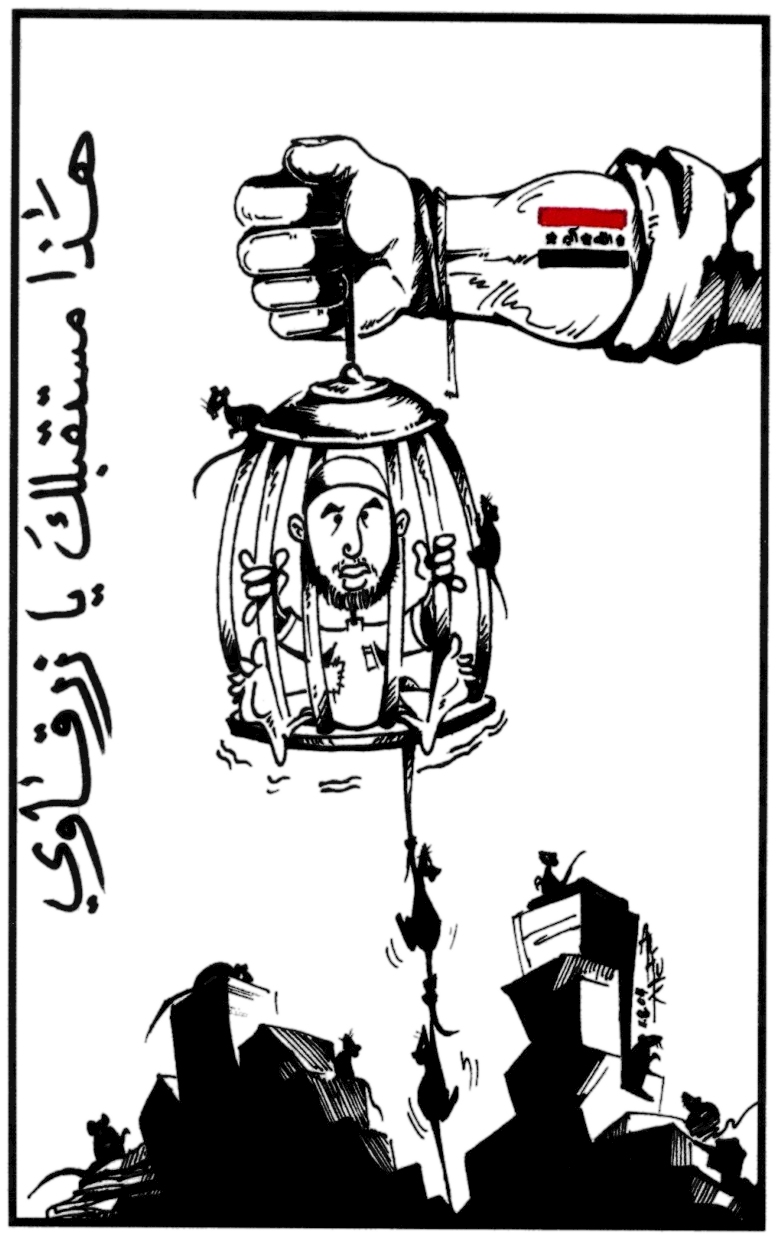
V Iráku šířený leták z produkce americké psychologické operace. Text: „Toto je tvoje budoucnost, az-Zarkáví“ a zobrazení bojovníka al-Káidy az-Zarkávího chyceného v pasti na krysy.

Prostřednictvím několika mezinárodních vysílacích operací šíří USA informace o americké kultuře, vládní postoje k mezinárodním záležitostem a denní shrnutí mezinárodních zpráv. Tyto operace spadají pod Mezinárodní vysílací úřad (IBB), nástupce Informační agentury Spojených států, založené v době studené války v roce 1953 (s ročním rozpočtem 2 miliardy dolarů). Mezi projekty IBB patřil Hlas Ameriky, Rádio Svobodná Evropa/Rádio Svoboda, televize Alhurra a další programy. Vysílají hlavně do zemí, kde Spojené státy shledávají, že informace o mezinárodních událostech jsou omezené, ať už kvůli špatné infrastruktuře nebo vládní cenzuře. Smithův-Mundtův zákon zakazuje Hlasu Ameriky vysílat v USA a šířit tak mezi občany USA informace, které byly speciálně vytvořeny pro zahraniční publikum.
Během studené války vedly Spojené státy ve svém antikomunistickém tažení, zahájeném za prezidentů Trumana a Eisenhowera, tajné propagandistické kampaně v zemích, kterým snad hrozilo, že by se mohly stát sovětskými satelity, jako například Itálie, Afghánistán, Chile a mnohé další (často šlo o psychologické operace coby součást informační války, viz například parlamentní volby v Itálii 1948, operace CIA v Tibetu, operace CIA v Laosu, operace CIA v Indonésii, státní převrat v Chile v roce 1973, operace Cyclone). Podle zprávy Church Committee vedly americké agentury „masivní propagandistickou kampaň“ v Chile, kde se v důsledku aktivit CIA během šesti týdnů objevilo v amerických a evropských médiích přes 700 zpráv (viz projekt FUBELT).
V roce 2006 Pentagon oznámil vytvoření nové jednotky, jejímž cílem bude šířit propagandu o údajně „nepřesných“ zprávách o válce v Iráku. Tyto „nepřesnosti“ byly přičítány nepříteli, který se snaží snížit podporu války mezi Američany. Donald Rumsfeld pronesl, že „tyto zprávy mu nedají spát“.

## Sociální sítě
V roce 2011 britský deník The Guardian informoval, že Ústřední velitelství Spojených států (Centcom) spolupracuje s firmou HBGary na vývoji softwaru, který by umožnil americké vládě „tajně manipulovat se stránkami sociálních médií pomocí falešných online person k ovlivňování internetových konverzací a šíření proamerické propagandy“. Mluvčí Centcomu uvedl, že „intervence“ nebyly namířeny proti žádným webovým stránkám se sídlem v USA, ať už v angličtině nebo jiném jazyce, a také uvedl, že propagandistické kampaně nebyly určeny pro Facebook nebo Twitter.
V roce 2022 Stanford Internet Observatory a společnost Graphika zkoumaly zakázané účty na Twitteru, Facebooku, Instagramu a pěti dalších platformách sociálních médií, které používaly klamavé taktiky k propagaci prozápadních narativů. Společnost Meta tvrdila, že „jednotlivci spojení s americkou armádou“ byli napojeni na tyto propagandistické kampaně.
Server The Intercept v prosinci 2022 informoval, že americká armáda provozuje „síť účtů na sociálních sítích a online person“ a že Twitter na žádost vlády Spojených států zařadil skupinu účtů na bílou listinu. Zařazení propagandistických účtů na bílou listinu jim poskytlo stejná privilegia jako uživatel s modrým odznakem, což zvýšilo dosah jejich operací.